# Białynin
Białynin – wieś w Polsce położona w województwie łódzkim, w powiecie skierniewickim, w gminie Głuchów.
Wieś arcybiskupstwa gnieźnieńskiego w ziemi rawskiej województwa rawskiego w 1792 roku. 

## Położenie i okolica
Białynin leży przy drodze krajowej nr 72, łączącej Łódź i Rawę Mazowiecką. W pobliżu wsi przepływa rzeczka Łupia, uważana za ciek źródłowy Skierniewki.
Okolicę wsi stanowią głównie pola uprawne; jest także nieco łąk.

## Opis miejscowości
W miejscowości znajdują się m.in. kościół, cmentarz parafialny, szkoła podstawowa (szkoła uczestniczy w programie edukacji ekologicznej), przedszkole, biblioteka, ochotnicza straż pożarna i kilka sklepów.
Przez Białynin przebiega trasa Rogowskiej Kolei Wąskotorowej, której stacja znajduje się we wsi.

## Historia
Białynin jest starą wsią. Najstarsza wzmianka o nim pochodzi z 1359 r. W owym czasie miejscowość należała do dóbr arcybiskupich i leżała na krańcach księstwa łowickiego.
W latach 1954–1972 istniała gromada Białynin-Krasówka
W latach 1975–1998 miejscowość administracyjnie należała do województwa skierniewickiego.
We wsi urodził się w 1873 roku ksiądz Józef Jóźwik.
W 1983 roku nakręcono we wsi fragment filmu Fucha.

## Zabytki

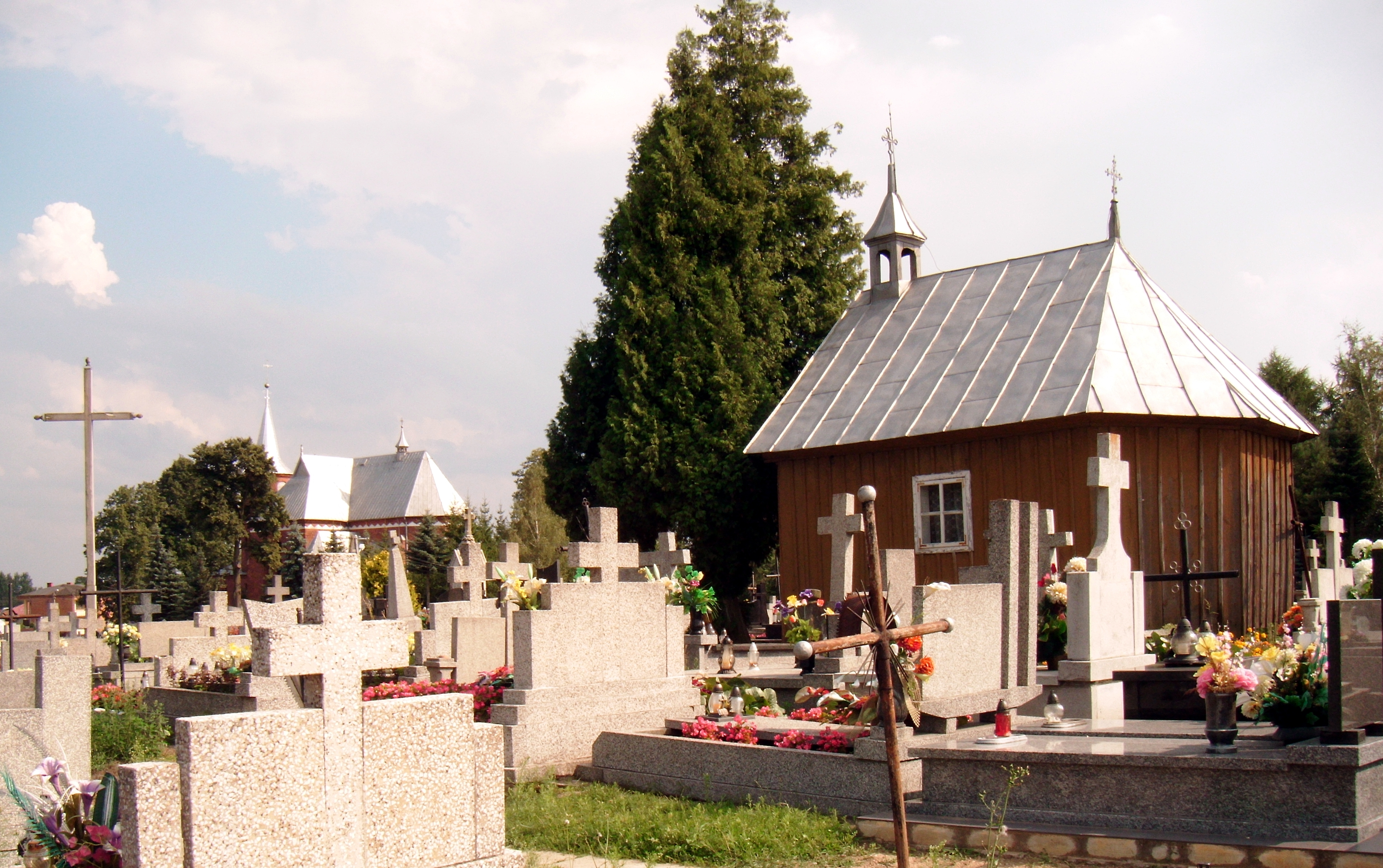
Cmentarz parafialny w Białyninie. Kaplica cmentarna z XIX wieku i kościół św. Wawrzyńca

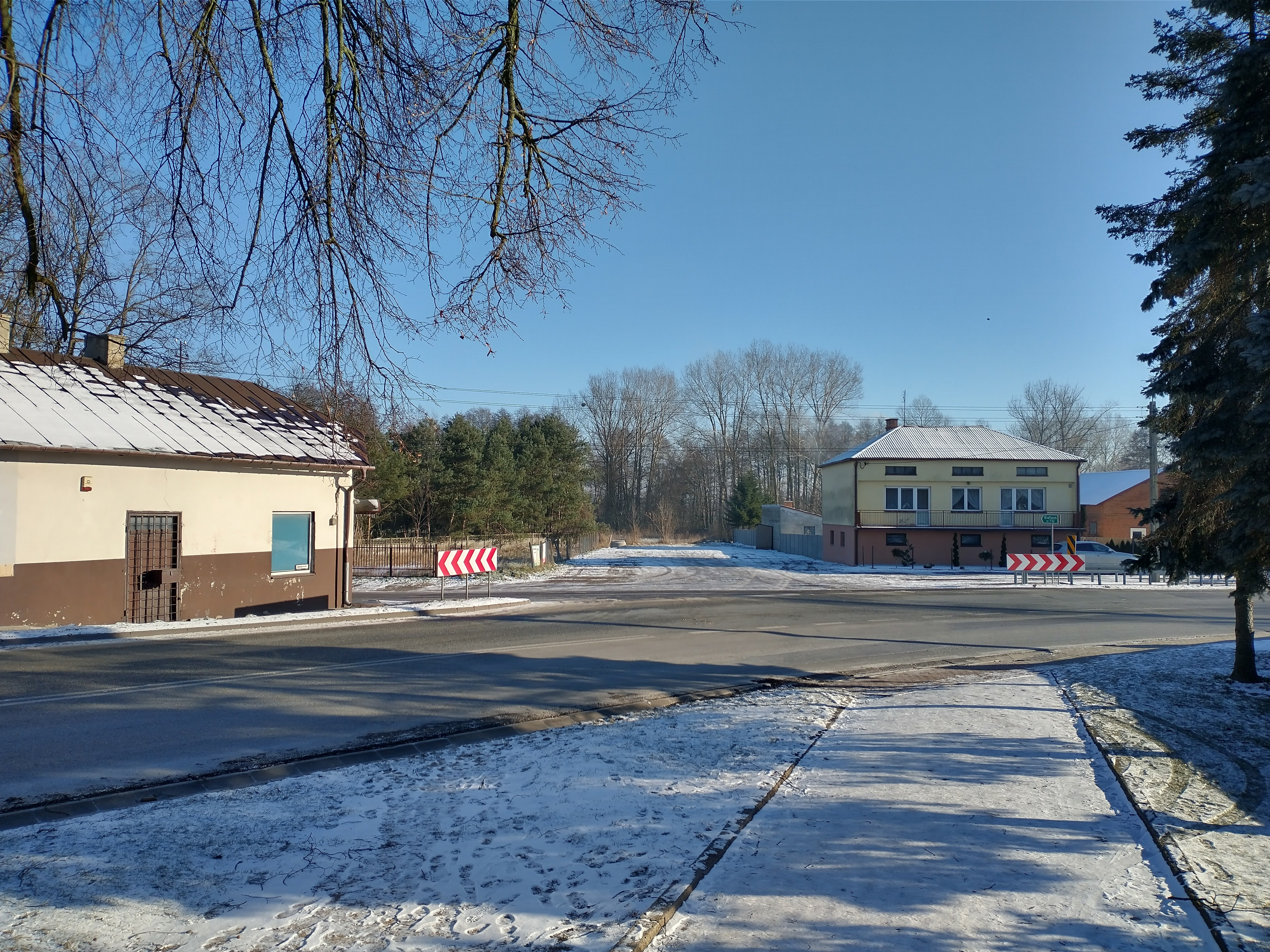
Fragment wsi

Według rejestru zabytków Narodowego Instytutu Dziedzictwa na listę zabytków wpisane są obiekty:
- zespół kościoła pw. św. Wawrzyńca, pocz. XX w.:
  - kościół, nr rej.: 510/A z 8.11.1978
  - plebania, nr rej.: jw.
  - cmentarz kościelny, nr rej.: 955/A z 2.02.1994
  - ogrodzenie, nr rej.: jw.
- kaplica cmentarna, drewniana, XIX w., nr rej.: 12/11/ z 27.05.1946 oraz 273 z 29.12.1967